# Španělské Maroko
Španělské Maroko, oficiálním názvem Španělský protektorát v Maroku (španělsky Protectorado español de Marruecos; arabsky حماية إسبانيا في المغرب, Himájat Isbánijá fí al-Maghrib), bylo kolonií-protektorátem Španělska v severní části území dnešního Maroka. Ustanoveno bylo 30. dubna 1912, kdy byla podepsána Dohoda z Fezu, ve které marocký sultán Abdelhafid předal vládu a moc nad svou zemí Francii a Španělsku, které zde zřídily své protektoráty. Francie si přisvojila většinu Maroka jako tzv. Francouzské Maroko a Španělsko za svůj protektorát prohlásilo středomořské pobřeží, kde v té době žila nezanedbatelná menšina Španělů.
Rozloha Španělského Maroka byla zhruba 20 000 km², ale jen 14 % bylo možno obdělávat. Zbytek území zabíraly hory a aridní oblasti. Hlavním městem byl Tetuán.

Administrativní dělení Španělského Maroka

Město Tanger mělo od smlouvy z Fezu mezinárodní status. Během druhé světové války v letech 1940–1945 byl Tanger pod kontrolou Španělů. V roce 1956, kdy získalo Maroko nezávislost, byl Tangeru jeho speciální status odňat a město se stalo součástí Marockého království.
2. března 1956 získalo Francouzské Maroko nezávislost na Francii. Španělské Maroko se k novému státu připojilo 7. dubna téhož roku a k tomuto datu tedy španělský protektorát přestal existovat. Města Ceuta a Melilla společně s několika menšími ostrovy však zůstaly pod španělskou korunou. Maroko si dodnes tato města a ostrovy nárokuje.